# Andrej Ilić
Andrej Ilić (serbisch-kyrillisch Андреј Илић; * 3. April 2000 in Belgrad) ist ein serbischer Fußballspieler, beim 1. FC Union Berlin spielt.

## Karriere

### Verein
Ilić begann seine fußballerische Ausbildung beim FK Partizan Belgrad in seiner Geburtsstadt. Dort spielte er mit den U19-Junioren beim Viareggio Cup 2018, wobei er zu zwei Einsätzen kam. Im August 2018 wechselte er zum serbischen Erstligisten. Dort debütierte er Ende Oktober nach später Einwechslung bei einem 1:1-Unentschieden gegen seinen Jugendverein Partizan Belgrad. Sein erstes Tor im Profibereich gelang ihm erst am 25. April (32. Spieltag) bei einem 5:0-Erfolg über den FK Vojvodina. Wettbewerbsübergreifend spielte er in der Saison 2018/19 14 Mal, wobei er zwei Tore schoss und zwei Treffer vorlegte. In der Spielzeit 2019/20 spielte er 16 Ligaspiele und konnte einmal treffen.
Zu Beginn der kommenden Spielzeit wechselte er zum Ligakonkurrenten FK Javor Ivanjica. Hier wurde er direkt Stammspieler in der Sturmspitze und schoss 2020/21 in 27 Einsätzen neun Tore und legte drei weitere vor.
Nach Ende der Spielzeit 2020/21 wechselte er nach Lettland zum FK RFS, wo er einen Drei-Jahres-Vertrag unterschrieb. Im Rest der Saison 2021 gelangen ihm drei Tore und drei Vorlagen in acht Ligapartien. Zudem stand er mit seiner Mannschaft neben dem Sieg im Pokalfinale auf dem ersten Platz und wurde das erste Mal in der Vereinsgeschichte lettischer Meister. In Lettland war er schnell Stammkraft und schoss in der Saison 2022 16 Tore und legte sechs Tore vor, wofür er 32 Ligaeinsätze brauchte. Durch seine drei Treffer in sechs Qualifikationsspielen schaffte der Verein den Einzug in die Endrunde der UEFA Europa Conference League 2022/23. Dort debütierte er direkt am ersten Gruppenspieltag gegen die AC Florenz in der Startelf, wobei er bei dem 1:1-Unentschieden auch direkt sein erstes Tor auf internationaler Ebene schießen konnte. Er spielte jedes Conference-League-Spiel in der Startelf, schied mit dem Team allerdings in der Gruppenphase aus. Bis Mitte August 2023 folgten 14 weitere Tore und sechs Vorlagen in 25 Einsätzen in der Virslīga.
Anschließend wechselte er für ungefähr 900.000 Tausend Euro zum norwegischen Erstligisten Vålerenga Oslo. Im Rest der Spielzeit 2023 schoss er neun Tore in 15 Ligaspielen und stieg mit dem Verein, während der FK RFS die Saison als Meister abschloss, über die Relegation ab.
Daraufhin unterschrieb er im Januar 2024 für eine Ablöse von fast vier Millionen Euro beim OSC Lille. Direkt am 4. April 2024 (20. Spieltag) wurde er bei einem 4:0-Sieg über Clermont Foot spät eingewechselt und debütierte somit in der Ligue 1.
Im August 2024 wurde er für eine Saison an den 1. FC Union Berlin verliehen.

### Nationalmannschaft
Von Juni 2021 bis Juni 2022 kam Ilić zu sechs Länderspielen für die serbische U21-Nationalmannschaft, wobei er allerdings nicht traf.

## Erfolge
FK RFS
- Lettischer Meister: 2021, 2023
- Lettischer Pokalsieger: 2021